# Winseler
Winseler (luxemburguès Wanseler, alemany Winseler) és una comuna i vila al nord-oest de Luxemburg, que forma part del cantó de Wiltz. Comprèn les viles de Winseler, Berlé, Doncols, Grummelscheid, Noertrange, Pommerloch i Sonlez.

## Població
| Nacionalitat   | Població | %      |
| -------------- | -------- | ------ |
| luxemburguesos | 585      | 67,87% |
| Forasters      | 277      | 32,13% |
| - portuguesos  | 37       | 4,29%  |
| - francesos    | 16       | 1,86%  |
| - italians     | 6        | 0,70%  |
| - belgues      | 146      | 16,94% |
| - alemanys     | 8        | 0,93%  |
| - iugoslaus    | 30       | 3,48%  |
| - altres       | 34       | 3,94%  |

## Evolució demogràfica
| Any        | Població |
| ---------- | -------- |
| 15/02/2001 | 862      |
| 01/01/2002 | 869      |
| 01/01/2003 | 908      |
| 01/01/2004 | 981      |
| 01/01/2005 | 1.027    |